# RMS Majestic
RMS Majestic – początkowo SS Bismarck, największy statek na świecie do wybudowania SS Normandie w 1935 roku. Był ostatnim z trzech statków zbudowanych dla niemieckiego armatora HAPAG w stoczni Blohm & Voss. Dwa pozostałe to SS Imperator (od 1920 RMS Berengaria w Cunard Line) i SS Vaterland (od 1919 SS Leviathan w United States Lines). Po I wojnie światowej wykupiony przez White Star Line, a później (od 1936 r.) jako HMS Caledonia w Royal Navy.

## Historia
Zgodnie z umową traktatu wersalskiego Majestic wraz z Imperatorem został wykupiony przez White Star Line. Od 1922 do 1934 roku parowiec służył jako statek flagowy tego armatora. W 1923 roku więcej pasażerów przepłynęło Atlantyk na pokładzie Majestika, niż jakimkolwiek innym transatlantykiem. Sytuacja powtórzyła się w latach 1924, 1926, 1928 i 1930. Ze względu na błędy techniczne liniowiec doznał pęknięć na długości 100 stóp w 1924 roku. Został poddany naprawie oraz wzmocnieniu pokładu B i w kwietniu 1925 roku wrócił na szlak. W 1943 roku został złomowany z powodu pożaru, który miał miejsce w 1939 roku.